# Tago Mago
Tago Mago es el segundo álbum de estudio y tercero lanzado por la banda alemana de krautrock Can, publicado en febrero de 1971 por United Artists. Se considera como uno de sus mejores discos, por la experimentación amplia y lo arriesgado de sus largos temas instrumentales.
Fue el primer trabajo de la banda con el vocalista japonés Damo Suzuki, reemplazo de Malcom Mooney. Suzuki estuvo en la banda hasta 1973, siendo considera la época dorada de Can. El disco fue grabado en un castillo cerca a Colonia, en Alemania Federal; se usaron diversas técnicas electrónicas, así como largas improvisaciones y fusión de géneros como el avant garde noise, jazz y funk.
En sitios web como Rate Your Music, el álbum ha llegado a ser considerado como uno de los mejores trabajos del Rock Progresivo, solo por debajo de Pink Floyd y King Crimson. En el 2005 el álbum fue incluido en el libro de los 1001 álbumes que hay que oír antes de morir. Para la revista virtual británica Drowned in Sound, Tago Mago es el álbum de rock más influyente de la historia.

## Contenido

### Canciones
Tago Mago incluye temas como «Aumgn», un collage de sonidos de más de 17 minutos (que ocupa toda una cara del vinilo), y «Peking O», otra pieza avantgarde donde sobresale la voz del vocalista y uno de los compositores de la banda Damo Suzuki. También se destaca «Halleluwah», una jam de 18 minutos (que también ocupaba todo un lado) con influencia del funk, basado en la repetitiva y compleja percusión de Jaki Liebezeit.

## Lista de canciones
Todos los temas compuestos por Can
1. Paperhouse (7:26)
2. Mushroom (4:04)
3. Oh Yeah (7:22)
4. Halleluwah (18:32)
5. Aumgn (17:37)
6. Peking O (11:37)
7. Bring Me Coffee Or Tea (6:47)

## Créditos

### Can
- Holger Czukay: bajo, ingeniería, edición
- Michael Karoli: guitarra, violín, mandolina
- Jaki Liebezeit: batería
- Irmin Schmidt: teclados, voz
- Damo Suzuki: voz